# ReWire
ReWire ist ein Software-Protokoll zur Übertragung von Steuerungs- und Audiodaten in Echtzeit zwischen zwei oder mehreren Audioprogrammen. Dabei fungiert ein Programm als Rewire-Master und eins oder mehrere als Rewire-Slave. Die Anzahl der verfügbaren Slaves wird indirekt durch die maximale Kanalanzahl der ReWire-Implementierung (256 in ReWire 2.0 Version, 64 in ReWire 1.0) festgelegt. Oft wird dabei ein Sequenzer virtuell mit einem Software-Synthesizer verkabelt. Der direkte Datentransfer erspart den Umweg des Imports von MIDI- oder Audiodateien.
ReWire wurde 1998 von dem schwedischen Musiksoftware-Hersteller Propellerhead Software entwickelt. Die ersten kompatiblen Produkte waren ReBirth RB-338 von Propellerhead und Cubase VST von Steinberg. 2001 wurde ReWire in der Version 2.0 erheblich erweitert und ist inzwischen durch die Unterstützung vieler Hersteller zum Standard geworden.
ReWire ist ein proprietäres Protokoll und ist daher in vielen Open-Source Programmen nicht verfügbar. Das Protokoll wird zwar kostenlos zur Verfügung gestellt, allerdings gilt dies nur für Audiotechnik-Entwickler, und der ReWire-Quelltext darf dabei nicht weiterverbreitet werden.
Vergleichbare, freie Alternativen sind:
- JACK Audio Connection Kit für Echtzeit-Audio-Routing und Transport-Kontrolle
- Open Sound Control (OSC) für Steuersignale

Unter Mac OS X kann man einen lokalen MIDI-Bus im Audio-MIDI-Dienstprogramm anlegen.